# Cichy Don (film 1930)
Cichy Don (ros. Тихий Дон) – radziecki czarno-biały historyczny melodramat filmowy z 1930 roku.

## O filmie
Pierwsza ekranizacja kozackiej epopei radzieckiego noblisty Michaiła Szołochowa, w reżyserii Iwana Prawowa i Olgi Prieobrażenskiej, którzy jednak sfilmowali tylko dwie pierwsze części powieści Cichy Don. Film powstał jako niemy, następnie w 1933 roku został udźwiękowiony.

## Obsada
- Nikołaj Podgorny – Pentielej Mielechow
- Andriej Abrikosow –  Grigorij Mielechow
- Aleksandr Gromow – Piotr Mielechow
- Jelena Maksimowa – Daria
- Emma Cesarska – Aksinia
- Raisa Pużna – Natalia
- Gieorgij Kowrow – Stiepan Astachow
- Wasilij Kowrigin – Prokofij Mielechow
- Tichon Diczenski – ataman chutoru
- Leonid Jureniew